# Mike Francis
Mike Francis, de son vrai nom Michele Francesco Puccioni né à Florence le 26 avril 1961 et mort à Rome le 30 janvier 2009 est un auteur-compositeur-interprète italien.

## Biographie

### Jeunesse et première expérience
Francesco Puccioni est né à Florence, mais a reçu une formation musicale à Rome, où il a commencé à jouer du piano et de la guitare à l'âge de 14 ans. Il y fréquente un l'Istituto di Studi Americano di Roma, ce qui lui permet d'acquérir une excellente connaissance de l'anglais. Parallèlement, il étudie la composition et l'arrangement audio en autodidacte.
Cousin de l'auteur-compositeur-interprète Grazia Di Michele et de la journaliste de la chaîne télévisée italienne Rai Danila Bonito, il connaît en 1981 sa première expérience d'enregistrement avec Al Festa et Claudio Giusti, avec lesquels il forme le groupe Metropole, y interprétant Miss Manhattan (avec des paroles d'Enrica Bonaccorti), un morceau de dance aux tonalités soul, jazz et funk qu'il a coproduit, qui a connu un grand succès dans les clubs et a également été publié au Canada chez PBI-Records. L'année suivante, en 1982, le label Best Record, du DJ Claudio Casalini, publie Love Has Found You, qui représente ses débuts discographiques sous le nom de Mike Francis, nom de scène qui le suivra jusqu'à la fin. Le titre, publié uniquement sur 12 pouces, a une distribution limitée, mais il est largement diffusé à la radio et dans les clubs de l'époque.
Mike collabore ensuite avec les frères Pietro et Paolo Micioni. En 1984, les frères Micioni sortent Survivor, l'un des plus grands succès de Mike Francis,,, grâce également à la promotion de la station de radio romaine Radio Dimensione Suono (il existe également un enregistrement de jingle où la même station de radio est mentionnée dans un couplet). La chanson est devenue très populaire et a atteint la 5e position dans le hit parade local. Elle a été arrangée par Bob Masala et Mike et jouée par Bob Masala. Elle a également été présentée dans l'émission Super classifica des réseaux Mediaset, la vidéo en direct a été diffusée sur la chaîne Videomusic TV, et a également été interprétée dans les émissions de chansons de Mediaset : Festivalbar et Azzurro. Toujours en 1984, Mike Francis confie à la chanteuse américaine Amii Stewart sa chanson Friends, qui atteint la première place du classement des singles (et la quatorzième meilleure vente de l'année) et remporte un succès considérable à l'étranger.

### Premiers albums
Sur la vague du succès, il sort son premier album Let's Not Talk About It, qui, outre Survivor et un nouvel enregistrement de Night Time Lady (déjà la face B de son premier single), contient au moins deux titres. En 1985, Mike Francis part en tournée en Italie et sort son nouveau single avec Amii Stewart, intitulé Together,, qui est également présenté dans l'émission Discoring de la RAI. Le single remporte un grand succès et se classe dans le Top 5. La même année sort le deuxième album de l'auteur-compositeur-interprète, Features (publié dans d'autres pays sous le titre Features of Love), dont est extrait, outre le titre Features of Love, le single Iron it Out, qui connaît un grand succès sur 12" dans la version éditée par le DJ Mario Tagliaferri. La chanson You Can't Get Out of My Heart de l'album (interprétée dans un épisode spécial de l'émission Fantastico de la chaîne télévisée Rai le 31 décembre à l'occasion de la nouvelle année) est utilisée dans une scène du film A me mi piace, interprétée par l'actrice Rochelle Redfield. L'album contient, entre autres, des reprises de Lovely Day de Bill Withers et de I'm not in Love du groupe 10cc ; la chanson Together, déjà chantée en duo avec Amii Stewart, est présente sur l'album en une nouvelle reprise chantée uniquement par Mike Francis.
En 1986, sort son troisième album, intitulé simplement Mike Francis (dans d'autres pays, Dreams of a Lifetime), qui connaît un plus grand succès que le précédent (l'album contient une chanson en italien, Noi). En 1988, il sort son quatrième album, Flashes of Life. En 1989, la chanson Survivor est rééditée en espagnol diffusée à l'émission Festivalbar en duo avec la chanteuse Belen Thomas. S'installant temporairement aux Philippines, il sort son premier album live, Live in Manila, en 1990. En 1991, il sort son premier album intitulé Mike Francis in italiano, avec la collaboration de Mogol pour les paroles. L'album, réalisé en prévision d'une participation au festival de Sanremo qui ne s'est pas concrétisée, a néanmoins connu un certain succès. Une vidéo a été réalisée pour la chanson Almeno con te. Au cours de l'été 1991, il participe au concours de chant Cantagiro.
En 1992, la compilation Classics est publiée avec l'inédit I Want You, une reprise de la chanson homonyme de Marvin Gaye sortie en 1976. En 1995, il sort l'album A Different Air dont la chanson-titre est une reprise de Living in a Box. Il s'agit d'une collaboration avec les auteurs Frank Musker et Richard Darbyshire, ce dernier étant un ancien leader du groupe. Extrait de l'album, il a présenté la chanson Understanding dans le cadre de l'émission Discoring de la RAI. Pendant cette période, ils se produisent à Los Angeles, au Hollywood Palladium, à San Francisco et de nouveau en Asie de l'Est. La compilation The Very Best - Live, publié la même année, est tirée de ces concerts. En 1998, le troisième album Misteria et le recueil The Best of sont publiés.

### Mystic Diversions
En parallèle, en 1998, Mike fonde le groupe Mystic Diversions avec son frère Mario Puccioni, arrangeur, compositeur et ingénieur du son, et le multi-instrumentiste maltais Aidan Zammit. Pour ce projet, il retrouve son prénom, qui a été changé en Francesko. Le groupe continue même après la mort de Mike en 2009. Le titre Angel Soul de l'album homonyme, chanté par son frère Mario, est précisément inspiré et dédié à Mike Francis. En 1999, ils enregistrent l'album All Rooms with a View, distribué par Sony Music (certains des titres contenus dans l'album sont une nouvelle reprise en anglais de ceux contenus dans l'album précédent Misteria de 1998 interprétés en italien, et l'album contient également de nouvelles versions des tubes Survivor et Let Me In) ; sa compilation I grandi successi - The Best of - Vol.2 est également publiée.

### Années 2000 et décès
En 2000, c'est au tour de la double compilation I grandi successi originali - Flashback de sortir (trois autres éditions par Sony Music ont suivi au fil des ans, une réédition en double CD, une deuxième en CD single, et une troisième avec trois CD et des pistes remastérisées en 2011). En 2001, Mike Francis participe à l'émission La Notte Vola, une compétition musicale entre les chansons les plus populaires des années 1980, dans laquelle il présente son succès de 1984, italien : Survivor, et atteint les demi-finales.
En 2005, il sort une version 12" de la reprise de Chris Rea, Josephine (d'autres versions de la même chanson suivront, également avec le groupe Mystic Diversions). À l'automne de la même année, au club Gilda de Rome, il interprète pour la dernière fois en direct la chanson Survivor. En 2007, après plusieurs années de silence, pendant lesquelles Mike Francis se consacre aux Mystic Diversions, sort son nouvel album Inspired, qui propose des interprétations personnelles de reprises célèbres très appréciées de l'artiste (comme la chanson City Lights de William Pitt), ainsi que des titres inédits. La même année, un CD de remixes de son début de carrière, 12 by Twelve, sort aux Philippines. En 2008, en reconnaissance de ses talents de chanteur et d'auteur-compositeur, il a reçu le titre de « docteur honoraire » en sciences musicales de la part du Grande Senato Accademico di Alta Educazione de la Yorker International University, aux États-Unis.
Le 16 janvier 2009 sort la compilation The Very Best of Mike Francis (All Was Missing), contenant également quelques titres inédits, quelques jours avant sa mort prématurée. Mike décède à Rome le 30 janvier 2009 à l'âge de 47 ans, à l'hôpital San Pietro Fatebenefratelli, des suites d'un cancer du poumon. Enterré au cimetière de Ponza, l'île chère à l'artiste, une partie de ses cendres y a été dispersée.

## Discographie
- 1984 : Let’s not Talk About it
- 1985 : Features of Love
- 1986 : Mike Francis (Dreams of a Lifetime)
- 1987 : Songs (compilation)
- 1988 : Flashes of Life
- 1990 : Live in Manila (album live)
- 1991 : Mike Francis in italiano
- 1992 : Classics (compilation)
- 1994 : Francesco innamorato
- 1995 : The Very Best – Live (album live)
- 1995 : A Different Air
- 1998 : Misteria
- 1998 : The Best of (compilation)
- 1999 : All Rooms with a View
- 1999 : I grandi successi (compilation)
- 2000 : I grandi successi originali – Flashback (compilation)
- 2007 : Inspired
- 2009 : The Very Best of Mike Francis (All Was Missing) (compilation)
- 2011 : Anthology